# Fernando González de Bariodero
Fernando González de Bariodero fue uno de los obispos de la Diócesis de León, sucesor del Obispo Antonio de Valdivieso. 
Nombrado como tal el 18 de diciembre de 1555 y consagrado como ordinario de la diócesis el año de 1556.

## Sucesión
| Predecesor: Siervo de Dios Antonio de Valdivieso | Obispo de la Diócesis de León 1555 - ? | Sucesor: Lázaro Carrasco |